# Deutsch-norwegische Beziehungen
Deutschland und Norwegen sind beide Mitglieder des Europarates, der Organisation für Sicherheit und Zusammenarbeit in Europa, der OECD, des Europäischen Wirtschaftsraums, der NATO, des Ostseerates (obwohl Norwegen kein Ostseeanrainerstaat ist) und des Schengen-Raums (obwohl Norwegen kein Mitglied der Europäischen Union ist).
Deutschland betreibt eine Botschaft in Oslo und hat Honorarkonsuln in Bergen, Bodø, Kirkenes, Kristiansand, Stavanger, Tromsø, Trondheim und Ålesund. Norwegen unterhält eine Botschaft in Berlin und hat Honorarkonsuln in Bochum, Bremen, Frankfurt am Main, Hamburg, Hannover, Kiel, Leipzig, Lübeck, München, Rostock und Stuttgart.
Zur Förderung der deutsch-norwegischen Beziehungen wurden 1982 die Deutsch-Norwegische Gesellschaft und 1988 die Deutsch-Norwegische Freundschaftsgesellschaft gegründet.

## Geschichte

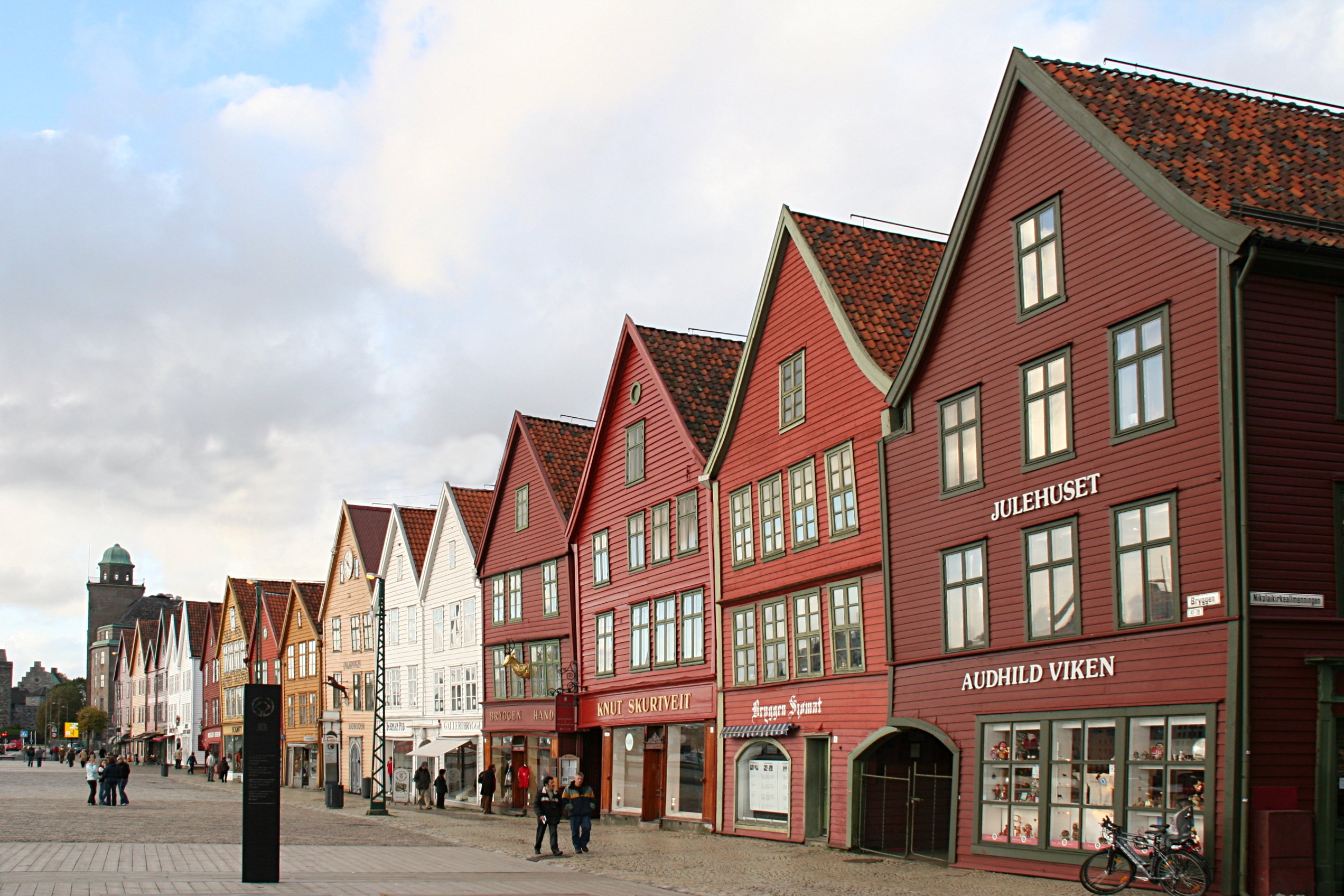
Bryggen oder Tyskebryggen (der Deutsche Kai) in Bergen waren die Kontore der Hanse-Kaufleute in Bergen

Die Norweger sind ein nordgermanisches Volk und mit den Deutschen eng verwandt. Norwegen hat seit dem Mittelalter sehr enge wirtschaftliche, kulturelle, sprachliche und religiöse Beziehungen zu Deutschland. Insbesondere die Hanse haben Norwegen tief beeinflusst, wirtschaftlich wie kulturell und sprachlich; wegen des sprachlichen Einflusses der Deutschen seit dem Spätmittelalter sind etwa 40 % der Wörter im modernen Norwegischen, darunter viele der häufigsten Wörter, niederdeutschen Ursprungs. Norwegen hat seit 1536 eine lutherische Staatskirche und ist bis heute überwiegend lutherisch. Während der Personalunion Dänemark-Norwegens mit dem Herzogtum Schleswig und dem Herzogtum Holstein von dem Spätmittelalter bis dem 19. Jahrhundert kamen viele Deutsche und deutschstämmige Dänen nach Norwegen als Beamte, Priester und Kaufleute. Deutsch war neben dänisch eine der zwei offiziellen Sprachen der Herrschaftsgebiet des dänischen Königs und der staatlichen Verwaltung in Kopenhagen, und der königliche Hof war lange meist deutschsprachig. In Dänemark-Norwegen waren Deutsche in der staatlichen Verwaltung und Führungsschicht stark überrepräsentiert, weil das Schul- und Universitätssystem früher in Schleswig-Holstein ausgebaut wurde; die königliche Familie war außerdem deutschsprachig und deutscher Herkunft. Deutsch war traditionell die wichtigste Fremdsprache in Norwegen. Viele Norweger haben in Deutschland studiert oder gelebt, z. B. Henrik Ibsen und Edvard Grieg.
Nach der Besatzung während des Zweiten Weltkrieges entwickelte es sich bald wieder enge wirtschaftliche und politische Beziehungen zwischen Deutschland und Norwegen. Deutschland gehört seit 1955 zu den wichtigsten Verbündeten Norwegens in der NATO und ist der größte Handelspartner Norwegens.

## Wirtschaft

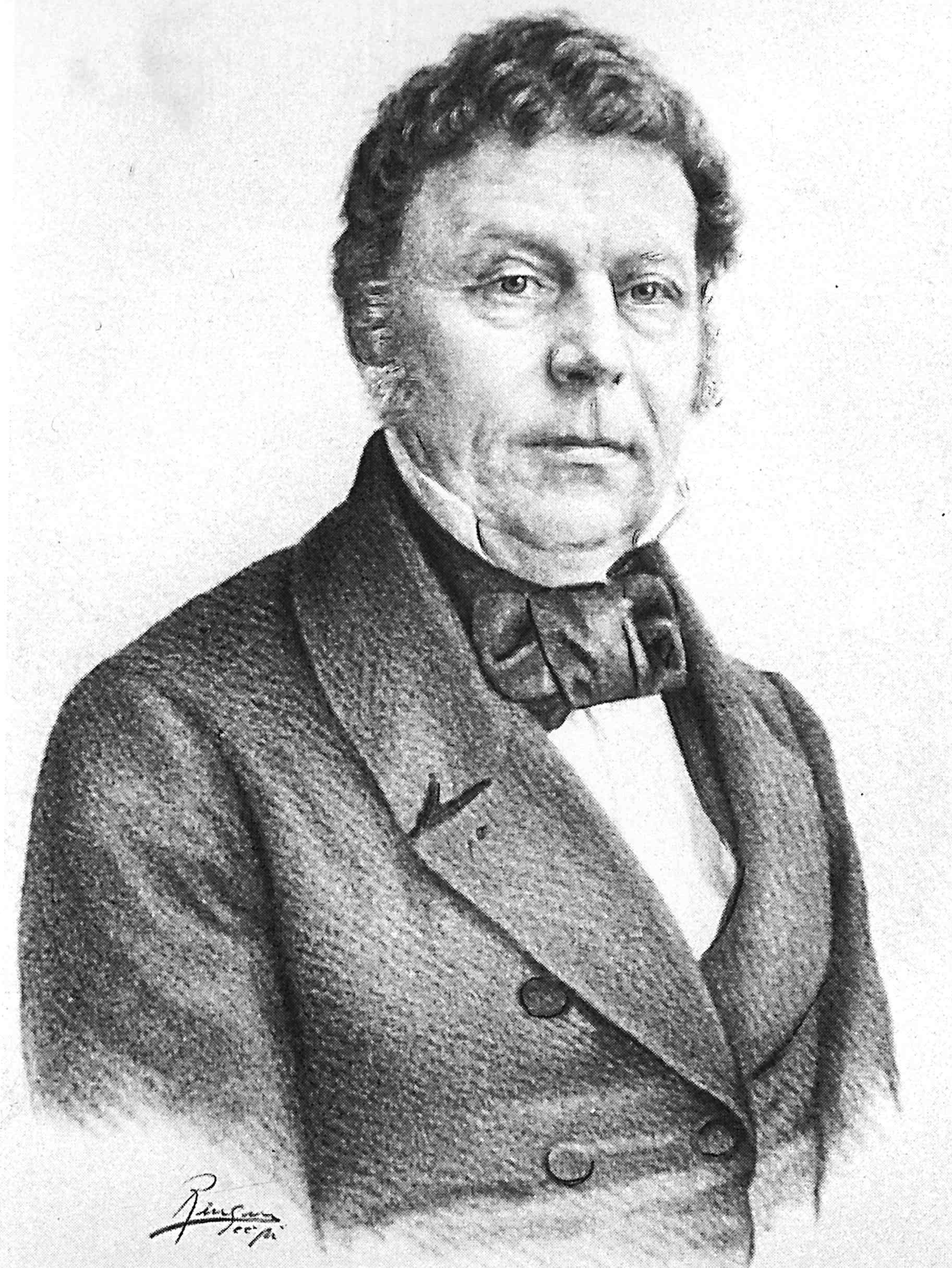
Benjamin Wegner, norwegischer Industrieller des 19. Jahrhunderts, war Einwanderer aus Deutschland

Mit 13,8 Milliarden Euro und einem Anteil von 11,1 % war Deutschland 2013 das drittwichtigste Exportland für Norwegen. Mit fast 60 % hatten dabei die Öl- und Gasexporte eine herausragende Bedeutung. Norwegen ist für Deutschland nach Russland der zweitwichtigste Energielieferant. Weitere Exportgüter sind Fisch und chemische Produkte sowie Aluminiumprodukte für die Automobilindustrie.
Bei den norwegischen Importen lag Deutschland 2013 mit 7,8 Milliarden Euro und einem Anteil von 12,4 % hinter Schweden auf Platz 2. 27 % der Einfuhren entfielen dabei auf Kraftfahrzeuge. Weitere bedeutende Importgüter sind Maschinen, chemische Produkte, Elektrotechnik, Metallwaren und Lebensmittel.
Für die deutlich größere deutsche Volkswirtschaft steht Norwegen auf Platz 14 der wichtigsten Importländer und auf Platz 30 bei den Exporten. Die Deutsch-Norwegische Handelskammer ist offizieller Vertreter der deutschen Wirtschaft in Norwegen.
Mit 1,3 Millionen Übernachtungen standen deutsche Touristen 2013 an erster Stelle bei den ausländischen Gästen. Norweger übernachteten im selben Jahr 864.081 Mal in Deutschland.
Mit dem Seekabel NordLink wurde im 2010er Jahrzehnt eine direkte Stromverbindung zwischen Norwegen und Deutschland hergestellt.

## Bekannte Deutsch-Norweger
- Carl Arnold (1794–1873), Komponist
- Benjamin Wegner (1795–1864), Industrieller
- Peter Dybwad (1859–1921), Architekt
- Leopold von Ubisch (1886–1965), Zoologe
- Rolf Nesch (1893–1975), Maler
- Rosemarie Köhn (1939–2022), Bischöfin in Hamar
- Gottfried von der Goltz (* 1964), Violinist und Dirigent
- Tobias Santelmann (* 1980), Schauspieler
- Lars Christopher Vilsvik (* 1988), Fußballspieler
- Miriam Neureuther (* 1990), Biathletin und Langläuferin